# Lluís Riu i Rovira de Villar
Lluís Riu i Rovira de Villar (Sant Esteve de Palautordera, 1932 – 1996) va ser alcalde de Sant Esteve de Palautordera entre 1979 i 1991.

## Biografia
Fill d'una important família de propietaris rurals, va estudiar enginyeria tècnica agrícola i exercí tota la seva vida d'empresari 
agrícola.
Seguint la tradició familiar, va ser alcalde de Sant Esteve de Palautordera en tres mandats successius. En les primeres eleccions democràtiques després del franquisme encapçalà la candidatura independent Per un Ajuntament obert al Poble, que guanyà les eleccions, i va ser nomenat alcalde al 19 d'abril de 1979. Es presentà dues vegades més, les dues com a independent en la llista de CiU, i portà la vara d'alcalde fins al 15 de juny de 1991. Realitzacions dels seus mandats foren l'aprovació de les normes subsidiàries de planejament, la catalanització del nom del poble i dels seus carrers i la construcció del pavelló poliesportiu.

## Germans
Un seu germà Francesc Riu i Rovira de Villar és religiós salesià, va estar 30 anys al capdavant de l'"Escola Cristiana de Catalunya", i ha publicat diversos llibres de tema pedagògic. Un altre, Antoni Riu i Rovira de Villar, es titulà en enginyeria industrial el 1979, va ser Cap Provincial de Trànsit de la Província de Barcelona (almenys des del 1999 i fins al 2004), per passar a ser subdirector general d'Educació, Divulgació i Formació Viària i, el 2008, subdirector general de Formació per a la Seguretat viària de la Dirección General de Tráfico. Un tercer, Josep Maria Riu i Rovira de Villar, s'ha dedicat a la gestió agrícola, i ha estat en la direcció de la Comunitat de Regants de Sant Esteve de Palautordera. Una germana, Maria Àngels Riu i Rovira de Villar, és doctora i tresorera de la "ONG Pobles Germans" (des de l'any 2002 fins a l'actualitat); una altra, Montserrat Riu i Rovira de Villar és religiosa de l'orde del Sagrat Cor de Jesús i n'havia estat provincial d'Espanya-Nord; i una tercera, Ma. Teresa Riu Rovira de Villar és doctora, religiosa de les Missioneres de Crist Jesús i actual directora de l'Hospital Regional de Kole, a la República Democràtica del Congo.